# Où sont passés nos rêves
Albums de Serge Lama
La Balade du poète
(2012) Aimer
(2022)
Singles
1. Les Muses
Sortie : 26 septembre 2016
2. Je débute
Sortie : 29 septembre 2017

Où sont passés nos rêves est le vingt-troisième album studio de Serge Lama, sorti le 4 novembre 2016.

## Autour de l'album
L'album est réalisé par Sergio Tomassi, à l'exception de la chanson Le souvenir qui est réalisée par Calogéro ; il sort le 4 novembre 2016.
Références édition originale :
2016 :
- CD promotionnel hors-commerce Warner 96B / 22 titres
- 4 novembre CD édition courante Warner 0190 295 933 029 / 16 titres[2]
- 10 novembre édition collector CD/DVD Warner 0190 295 932 992 / 16 titres + 1 titre studio bonus[2]

Le titre bonus L'idole est un hommage à Johnny Hallyday.
Le DVD Côté coulisses dans le secret du disque est réalisé par Frédéric Ordioni.
2017 :
- édition de luxe limitée CD/DVD Warner 0190 295 761 387 / 17 titres + 5 titres bonus[4]

Le DVD Lama l'interprète est réalisé par Franck Despagnat.
Sur une musique d'Emil Stern serge Lama enregistre en 1970 Comme elles étaient belles (album D'aventures en aventures). La version qu'il donne ici propose de nouvelles paroles et est un hommage aux anciennes chansons, tandis que la version de 1970 célèbre la gent féminine.
Vivre tout seul est une reprise d'un titre enregistré en 1971 pour l'album Superman. Il s'agit de l'adaptation par Serge Lama de la chanson Bird on the Wire de Léonard Cohen. Serge Lama interprète le dernier couplet en anglais dans cette nouvelle version.
Le dernier baiser est la reprise de la chanson BO du film Le Dernier Baiser de Dolorès Grassian, enregistré par Serge Lama et parut en 45 tours en 1977.

## Liste des titres
L'ensemble des textes est de Serge Lama.
| 1.  | Les Muses                                    | Francis Cabrel             | 3:45 |
| 2.  | Bordeaux                                     | Pascal Obispo              | 3:56 |
| 3.  | Mais j't'en veux pas                         | Julien Clerc               | 3:05 |
| 4.  | Casablanca (en duo avec Carla Bruni)         | Carla Bruni                | 3:03 |
| 5.  | Le Souvenir                                  | Calogero                   | 4:08 |
| 6.  | Golgotha                                     | Francis Cabrel             | 3:44 |
| 7.  | L'Arbre de noël (en duo avec Francis Cabrel) | Serge Lama, Francis Cabrel | 3:17 |
| 8.  | Je serai là                                  | Davide Esposito            | 3:30 |
| 9.  | Quand on est pauvre                          | Adamo                      | 3:54 |
| 10. | Lettre à mon fils                            | Maxime Le Forestier        | 3:56 |
| 11. | Où sont passés nos rêves                     | Julien Clerc               | 2:40 |
| 12. | Un p'tit cœur                                | Patrick Bruel              | 2:53 |
| 13. | Le Clocher d'Elseneur                        | Yves Gilbert               | 2:50 |
| 14. | L'Eau de vie                                 | Christophe Maé             | 2:59 |
| 15. | Hop Tempo                                    | Gérard Lenorman            | 3:02 |
| 16. | Les Adieux des artistes                      | Bénabar                    | 3:01 |

| 16. | L'Idole | Davide Esposito | 3:58 |

| 1.  | Je débute                          |                       | Davide Esposito               |  |
| 2.  | Comme elles étaient belles         |                       | Emil Stern                    |  |
| 3.  | Vivre tout seul (Bird on the Wire) | adaptation Serge Lama | Léonard Cohen                 |  |
| 4.  | Je veux du bonheur                 |                       | Christophe Maé, Maxime Nouchy |  |
| 21. | Le dernier baiser                  |                       | Alice Dona                    |  |

## Accueil commercial
L'album entre directement à la dixième position du classement des ventes d'albums en France et la quatrième position en Belgique, en Région wallonne, pour la semaine du 12 novembre 2016,.
Le 23 décembre 2016, Où sont passés nos rêves est certifié disque d'or par le Syndicat national de l'édition phonographique avec plus de 50 000 albums vendus en France.

## Classements et certifications

### Classements
| Classement (2016-18)                   | Meilleure position |
| -------------------------------------- | ------------------ |
| Belgique (Flandre Ultratop)            | 200                |
| Belgique (Wallonie Ultratop)           | 4                  |
| Belgique (Wallonie Ultratop Mid Price) | 21                 |
| France (SNEP)                          | 10                 |
| France (SNEP Physique)                 | 9                  |
| Suisse (Schweizer Hitparade)           | 27                 |
| Suisse (Charts Romandie)               | 7                  |

| Classement (2016)            | Position |
| ---------------------------- | -------- |
| Belgique (Wallonie Ultratop) | 53       |

| Classement (2017)            | Position |
| ---------------------------- | -------- |
| Belgique (Wallonie Ultratop) | 130      |

### Certifications
| Pays          | Date             | Certification | Seuil de ventes |
| ------------- | ---------------- | ------------- | --------------- |
| France (SNEP) | 23 décembre 2016 | Or            | 50 000          |

## Musiciens
Philippe Hervouët : guitare acoustique et électrique
Jan Pham Huu Tri : guitare
Éric Sauviat : dobro
Laurent Vernerey : guitare basse et contrebasse
Calogero : basse et orgue (titre 5)
Didier Guazzo : batteries
Nicolas Montazaud : percussions
Jean-Philippe Dartois : ondes martenot
Franck Monbaylet, Cyrile Nobilet, Sergio Tomassi, Marc Demais : piano
Sergio Tomassi : accordéon, accordina
Rachelle Plas : harmonica
Sophie Proix, Jean-Jacques Fauthoux, Lisbet François-Bongarçon, Marc Demais, Crystal Petit, Lisa Spada : chœurs
Luana Santolino : choriste solo
Chorale Amina